# Lokva
 Ovo je glavno značenje pojma Lokva. Za druga značenja pogledajte Lokva (razdvojba).
Lokva je mala akumulacija tekućine (obično vode) na površini. Često je plitko vlažno stanište koje najčešće nastaje akumulacijom oborina na putevima, vodonepropusnom zemljištu (čak i na pješčanim dinama). 
Lokve predstavljaju staništa za pojedine vrste algi i viših biljaka, larve beskralježnjaka (poput komaraca) i pojedine životinje (npr. rakovi iz skupine Branchiopoda).